# Evangelische Kirche (Viesebeck)

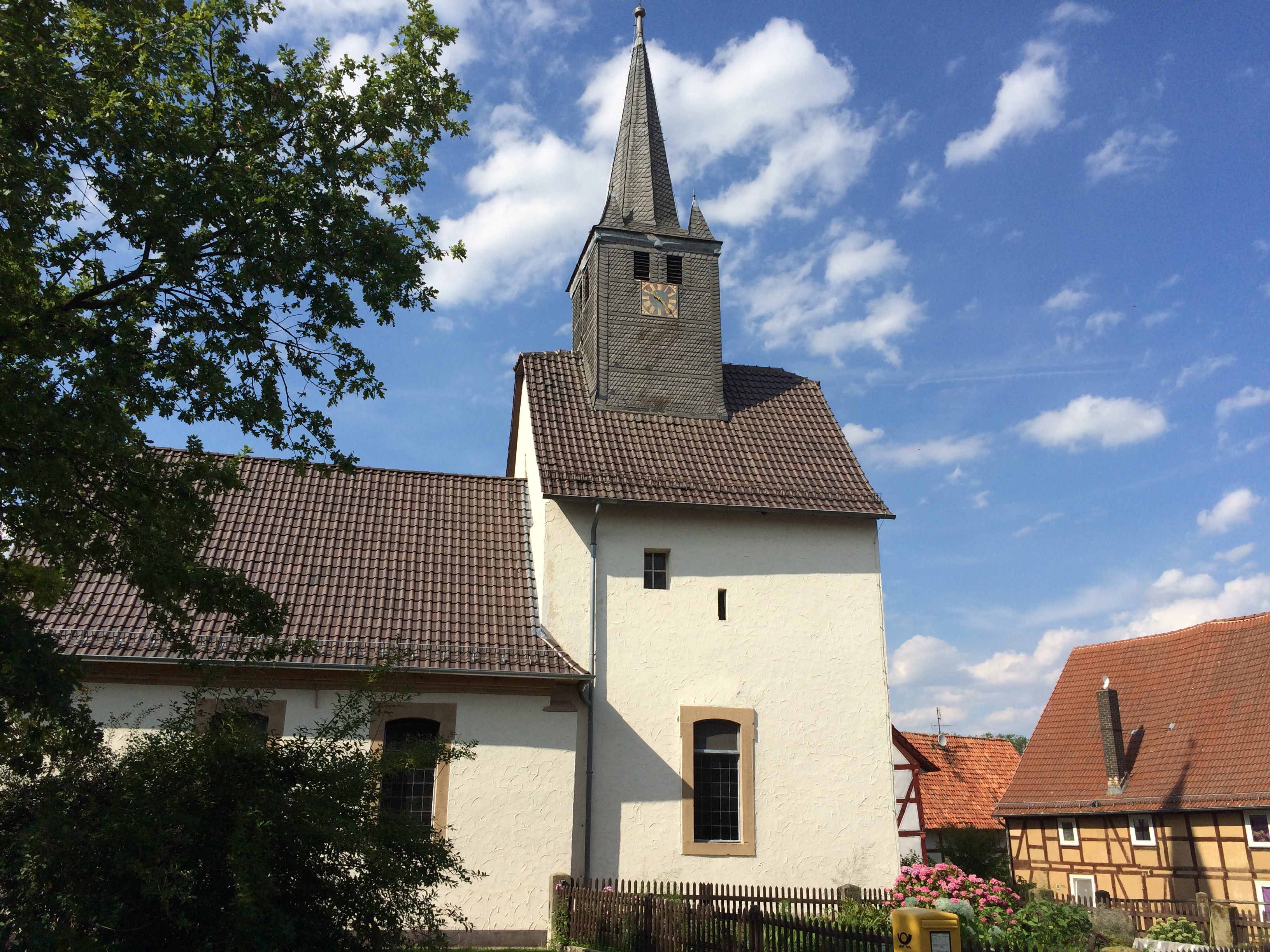
Evangelische Kirche (Viesebeck)

Die Evangelische Kirche Viesebeck ist ein denkmalgeschütztes Kirchengebäude, das in Viesebeck steht, einem Stadtteil von Wolfhagen im Landkreis Kassel in Hessen. Die Kirchengemeinde gehört zum Kirchspiel Ehringen im Kirchenkreis Hofgeismar-Wolfhagen im Sprengel Kassel der Evangelischen Kirche von Kurhessen-Waldeck.

## Beschreibung
An den mittelalterlichen Chorturm wurde 1586 nach Westen das Kirchenschiff angebaut, das 1740 renoviert wurde. Aus dem Satteldach des Chorturms erhebt sich ein quadratischer, schiefergedeckter Dachreiter, der die Turmuhr und den Glockenstuhl beherbergt. Er ist bedeckt mit einem achtseitigen spitzen, an den Ecken von Wichhäuschen flankierten Helm. 
Der Innenraum des Kirchenschiffs ist mit einem spitzbogigen Tonnengewölbe, der Chor mit einem Spiegelgewölbe überspannt. Im Westen wurde um 1700 eine Empore mit einer vorspringenden Brüstung eingebaut. Im Chor steht ein Sakramentshaus. Die Kirchenausstattung stammt aus der Zeit des Barock. Die Orgel wurde 1780 gebaut. Das Fenster im Chor zeigt den sinkenden Petrus, der von Jesus gerettet wird. Es wurde von den beiden nach Amerika ausgewanderten Brüdern Heinrich und Anton Bruchhäuser „zur Erinnerung an unsere in Gott ruhende Eltern ... und in dankbarer Liebe zu ihrer alten Heimat“ 1914 gestiftet und von der Marburger Glasmalerei-Werkstatt K.J. Schultz Söhne gefertigt.